# Franco Jara
Franco Jara (Villa María, 1988. július 15. –) argentin válogatott labdarúgó, a Belgrano csatárja.

## Pályafutása

### Klubcsapatokban
Jara az argentínai Villa María városában született. Az ifjúsági pályafutását az Arsenal Sarandí akadémiájánál kezdte.
2008-ban mutatkozott be az Arsenal Sarandí felnőtt keretében. 2010-ben a portugál első osztályban szereplő Benfica szerződtette. 2011 és 2014 között a spanyol Granada, illetve az argentin San Lorenzo és Estudiantes csapatát erősítette kölcsönben. 2015-ben a görög Olimbiakószhoz, majd a mexikói Pachucához igazolt. 2020. július 1-jén szerződést kötött az észak-amerikai első osztályban érdekelt Dallas együtteséhez. Először a 2020. augusztus 13-ai, Nashville ellen 1–0-ra elvesztett mérkőzésen lépett pályára. Első gólját 2020. szeptember 3-án, a Sporting Kansas City ellen idegenben 1–1-es döntetlennel zárult találkozón szerezte meg. 2023. január 11-én az argentin Belgranohoz írt alá.

### A válogatottban
Jara 2010-ben debütált az argentin válogatottban. Először 2010. január 27-én, Costa Rica ellen 3–2-re megnyert barátságos mérkőzés 62. percében, Gabriel Hauchet váltva lépett pályára, majd 17 perccel később meg is szerezte első válogatott gólját.

## Statisztikák
2022. október 24. szerint
| Klub     | Szezon   | Osztály  | Bajnokság | Bajnokság | Kupa  | Kupa | Nemzetközi | Nemzetközi | Összesen | Összesen |
| Klub     | Szezon   | Osztály  | Meccs     | Gól       | Meccs | Gól  | Meccs      | Gól        | Meccs    | Gól      |
| -------- | -------- | -------- | --------- | --------- | ----- | ---- | ---------- | ---------- | -------- | -------- |
| Dallas   | 2020     | MLS      | 21        | 7         | 0     | 0    | —          | —          | 21       | 7        |
| Dallas   | 2021     | MLS      | 29        | 7         | 0     | 0    | —          | —          | 29       | 7        |
| Dallas   | 2022     | MLS      | 33        | 3         | 2     | 2    | —          | —          | 34       | 5        |
| Dallas   | Összesen | Összesen | 82        | 17        | 2     | 2    | 0          | 0          | 84       | 19       |
| Összesen | Összesen | Összesen | 82        | 17        | 2     | 2    | 0          | 0          | 84       | 19       |

### A válogatottban
| Válogatott | Év       | Pályára lépés | Gól |
| ---------- | -------- | ------------- | --- |
| Argentína  | 2010     | 3             | 1   |
| Argentína  | 2011     | 1             | 0   |
| Összesen   | Összesen | 4             | 1   |

#### Góljai a válogatottban
| # | Időpont          | Helyszín                                               | Ellenfél   | Gólok | Eredmény | Kiírás              |
| - | ---------------- | ------------------------------------------------------ | ---------- | ----- | -------- | ------------------- |
| 1 | 2010. január 27. | Estadio Ingeniero Hilario Sánchez, San Juan, Argentína | Costa Rica | 3–2   | 3–2      | Barátságos mérkőzés |

## Sikerei, díjai
Benfica
- Primeira Liga
  - Bajnok (1): 2014–15

- Taça da Liga
  - Győztes (1): 2010–11

- Supertaça Cândido de Oliveira
  - Győztes (1): 2014

Olimbiakósz
- Super League Greece
  - Bajnok (1): 2014–15

- Görög Kupa
  - Győztes (1): 2014–15

Pachuca
- Liga MX
  - Bajnok (1): 2016 Clausura

- CONCACAF-bajnokok ligája
  - Győztes (1): 2016–17

Egyéni
- CONCACAF-bajnokok ligája – Aranylabda: 2016–17